# Атанас Христов (генерал)
Вижте пояснителната страница за други личности с името Атанас Христов.
Атанас Иванов Христов е български офицер, генерал-майор, старши адютант на 4-та пехотна преславска дивизия през Балканската (1912 – 1913) и Междусъюзническата война (1913), началник-щаб на 2-ра бригада от 4-та пехотна преславска дивизия и командир на 22-ри пехотен тракийски полк (1918) през Първата световна война (1915 – 1918).

## Биография
Атанас Христов е роден на 6 септември 1879 г. в Копривщица. Завършва Военното на Негово Княжеско Височество училище през 1899 г. Между 1907 и 1910 г. учи в Николаевската генералщабна академия в Санкт Петербург. От 1907 г. служи в Шуменския крепостен батальон, след което служи във Военното училище.
През Балканската война майор Атанас Христов е старши адютант на 4-та пехотна преславска дивизия. През Първата световна война е началник-щаб на 2-ра бригада от 4-та пехотна преславска дивизия и командир на 22-ри пехотен тракийски полк (1918). Бил е командир на 1-ва бригада от първа пехотна софийска дивизия. През 1924 г. излиза в запас. В периода 1924 – 1926 г. преподава нова военна история във Военната академия в София.

## Трудове
- Христов, Атанас. Исторически прегледъ на общоевропейската война и участието на България въ нея.   София, Печатница на Армейския военно-издателски фондъ, 1925.
- Христов, Атанас. Военното дело въ нашето отечество презъ време на турското владичество //  Военна библиотека 101.   1938.

## Военни звания
- Подпоручик (1899)
- Поручик (1903)
- Капитан (15 юли 1907)
- Майор (18 май 1913)
- Подполковник (30 май 1916)
- Полковник (30 май 1918)
- Генерал-майор (6 октомври 1924)

## Награди
- Военен орден „За храброст“ IV степен, 1-ви клас (1918)